# Bibi Johns

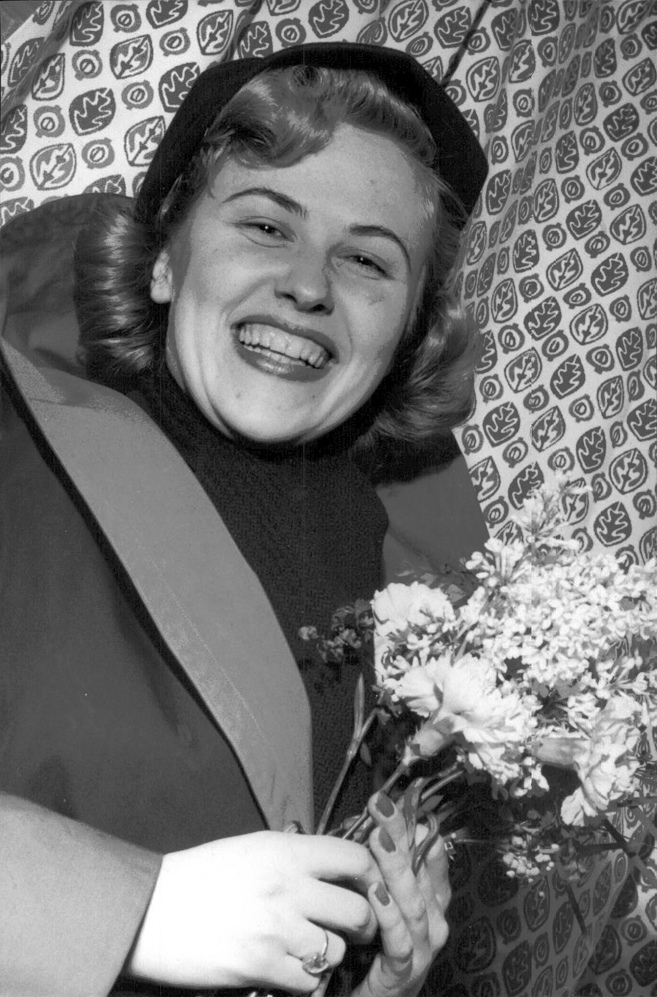
Bibi Johns (1951)

Bibi Johns (* 21. Januar 1929 in Arboga, Schweden; bürgerlich Gun Birgit Johnson) ist eine schwedische Sängerin, Schauspielerin, Textdichterin und Malerin, die auch in Deutschland erfolgreich war.

## Herkunft und Ausbildung
Bibi Johns wuchs in ihrem Geburtsort, Arboga in Mittelschweden, auf. Ihr Vater, Bertil Johnson, betrieb dort ein Fuhrgeschäft. Schon während ihrer Schulzeit trat sie unter dem Namen Gun Bertilson als Sängerin auf und gewann mit 13 Jahren einen lokalen Gesangswettbewerb. Nach ihrem Schulabschluss besuchte sie auf Wunsch ihrer Eltern die Modehandwerkschule in Stockholm. Zusätzlich nahm sie Gesangsunterricht.

## Karriere

### In Schweden
Als 18-Jährige bewarb sich Johns bei der Musikgruppe Vårat Gäng („Uns’re Bande“), die sie einige Jahre zuvor anlässlich deren Konzerts in ihrem Heimatort kennengelernt hatte. Sie wurde angenommen und trat mit der Gruppe an vielen Orten in Schweden auf. Sie sang und spielte Klarinette und Gitarre, bis sich die Gruppe 1948 auflöste. Während dieser Zeit legte sie sich den Künstlernamen Bibbi Johnson zu, den sie später in Bibi Johns änderte. Nach einigen weiteren Auftritten schloss sie ihre Ausbildung an der Modehandwerkschule in Stockholm ab. Danach schloss sie sich als Gitarristin dem Trio Yvonne Modin an. Schließlich gelangte sie an Schwedens erfolgreichste Band jener Zeit, die Henrik-Norin-Band. Der Pianist der Gruppe brachte sie mit Heino Gaze in Kontakt, der die Verbindung zu einer Schallplattenfirma herstellte. Nach einem Aufenthalt in den USA Anfang der 1950er Jahre war Johns Anfang der 1960er Jahre in Schweden mit Leka med elden (schwedische Version von Brian Hylands Ginny come lately), Bröllopet (The Wedding) und Bibis Bossa Nova (21 Wochen in den schwedischen Radio-Charts Svensktoppen, davon drei Wochen auf Platz eins) erfolgreich.
Im Jahr 1983 moderierte Johns den schwedischen Vorentscheid zum Grand Prix Eurovision de la chanson (Eurovision Song Contest). Mit zwei eigenen Bühnenshows trat sie in einigen sogenannten Volksparks in ihrer Heimat auf.

### In angelsächsischen Ländern
Im Alter von 22 Jahren entschloss sich Johns, in die USA auszuwandern. Mit Unterstützung dort lebender Verwandter erreichte sie am 4. Dezember 1951 mit dem Schiff New York, wo sie im April 1952 einen Plattenvertrag bei RCA Records erhielt. Sie veröffentlichte sechs englischsprachige Songs, u. a. die Single The Night Is Filled With Echoes / Someone To Kiss Your Tears Away. Auftritte in renommierten Nachtklubs folgten. Im April 1953 gewann sie den Radio- und TV-Wettbewerb Chance of a Lifetime.
Anfang der 1970er Jahre wechselte Johns zum britischen Plattenlabel MAM Records und veröffentlichte dort weitere englischsprachige Aufnahmen. Bei der BBC wirkte sie als Sängerin und Moderatorin in 13 Folgen der Rolf-Harris-Show mit. 1971 ging sie mit Tom Jones auf Tournee.

### In Deutschland
Nach ihren Anfängen in Schweden und Schallplattenaufnahmen in Amerika besuchte Johns im Juni 1953 ihren Vater in Schweden anlässlich seines 50. Geburtstags. Während dieses Aufenthalts begegnete sie dem Electrola-Musikproduzenten Nils Nobach, der sie zu Probeaufnahmen nach Deutschland einlud. Mitte der 1950er Jahre nahm Bibi Johns auf Dauer ihren Wohnsitz in Deutschland, wo sie noch heute lebt. Hier wurde sie zum Star und blieb dem Publikum ihrer Generation insbesondere mit Liedern in deutscher Sprache in Erinnerung. Sie wirkte auch in einer Reihe von Unterhaltungsfilmen mit.

#### Rundfunk
Im Mai 1951 hatte Bibi Johns ihr Deutschland-Debüt als Solistin im Unterhaltungsorchester des Süddeutschen Rundfunks in Stuttgart. Im Oktober 1951 sang sie während der „Woche der leichten Musik“. Auch danach trat sie weiterhin mit Erwin Lehns Südfunk-Tanzorchester bei Live-Veranstaltungen des Senders auf. Für den Westdeutschen Rundfunk in Köln sang sie vertonte Gedichte von Christian Morgenstern. Bis in die 1980er Jahre entstanden zahlreiche Rundfunkaufnahmen u. a. für den Süddeutschen Rundfunk, den Südwestfunk, den Westdeutschen Rundfunk und SRG Zürich in verschiedenen Sprachen mit den großen Orchestern der Sender, u. a. unter der Leitung von Heinz Kiessling, Erwin Lehn und Paul Kuhn.
Zu ihrem 70. Geburtstag im Jahr 1999 wurden erstmals 24 dieser Hörfunkaufnahmen mit den Arrangements von Peter Jacques, Rob Pronk, Peter Herbolzheimer, Heinz Kiessling und Dieter Reith unter dem Titel Vielleicht ein Leben lang auf einer CD veröffentlicht. Viele Liedtexte stammen dabei unter den Pseudonymen Johnny Carlson und Ina Dosso aus ihrer eigenen Feder.

#### Schallplatten
Am 26. Oktober 1953 entstand Bella Bimba (EG 8020, deutscher Text von Kurt Feltz), ihre erste Schallplattenaufnahme in deutscher Sprache. Das Lied schaffte es auf Anhieb in die Verkaufs-Charts und gehört seitdem zu den Evergreens des deutschen Schlagers der 1950er Jahre. Der Titel Die Gypsy-Band erreichte 1955 Platz eins. Es folgten viele weitere Soloaufnahmen, darunter Zwei Herzen im Mai, Gilli Gilli Oxenpfeffer Katzenellenbogen in Tirol sowie Duette mit Angèle Durand und Fred Bertelmann.
1957 wechselte sie zu Polydor, wo sie Titel wie Aber nachts in der Bar und Junggesellen musst du Fallen stellen als Solistin sowie Duettaufnahmen mit Peter Alexander (Wir seh’n uns wieder, 1958) und Bill Ramsey herausbrachte.
1958 wurde Johns in der Jugendzeitschrift Bravo in der Serie Stars von heute porträtiert. In dem Artikel kritisierte sie einen Liedtext von Kurt Feltz. Daraufhin beendete er die Zusammenarbeit mit ihr; erst 1961 konnte Johns zu seiner Produktionsfirma zurückkehren.

#### Film
Nach ihrem ersten Filmauftritt 1953 in Schweden in Flicka med Melodi drehte Johns hauptsächlich in Deutschland. Bis Anfang der 1960er Jahre entstanden Unterhaltungsfilme, in denen sie an der Seite von Peter Alexander, Harald Juhnke, Karlheinz Böhm u. v. a. spielte. Im Film Wenn Frauen schwindeln spielte sie eine Doppelrolle an der Seite von Erik Schumann und Gustav Knuth.

#### Fernsehen
Im Jahr 1956 nahm Bibi Johns an der deutschen Vorentscheidung zum ersten Grand Prix Eurovision de la chanson (Eurovision Song Contest) teil. 1963 und 1964 produzierte der Süddeutsche Rundfunk mit ihr die Fernsehshow Kennen Sie Miss Johns? Mit dem Lied Schade drum nahm sie am Vorentscheid der Deutschen Schlager-Festspiele 1966 in Baden-Baden teil. Im selben Jahr trat sie mehrmals in der Musikreihe Continental Showcase des Bayerischen Rundfunks auf. 1970 war sie Teil der Rolf-Harris-Show, einer Co-Produktion von BBC und ZDF. Darin sang sie als Solistin und mit Duettpartnern und übernahm die deutsche Moderation.
1990 moderierte sie die ZDF-Sendung Ostseemelodie. Als beliebte Vertreterin der Unterhaltungsbranche der 1950er Jahre trat sie in Nostalgieshows von Lou van Burg, Peter Frankenfeld u. a. auf.

#### Bühne
Im Jahr 1970 übernahm Johns im Theater des Westens in Berlin die weibliche Hauptrolle in Das Schlüssel-Karussell, der deutschsprachigen Erstaufführung des Musicals Promises, Promises.

## Trivia

### Privatleben
Bibi Johns war zweimal verheiratet: in den 1950er Jahren mit einem Amerikaner und von 1960 bis 1962 mit dem deutschen Regisseur Michael Pfleghar. Danach lebte sie einige Jahre mit dem Pianisten Peter Jacques, mit dem sie im Musical Das Schlüssel-Karussell zusammenarbeitete. Von 1974 bis ca. 1990 war der Komponist Rob Pronk ihr Lebensgefährte. Von 1997 bis 2010 lebte sie mit dem Pianisten Alex Racic zusammen. Sie wohnt seit Mitte der 1960er Jahre in Pullach im Isartal in Oberbayern.

### Malerei
Durch Zufall kam Johns Mitte der 1970er Jahre mit der Malerei in Kontakt. Sie besuchte Kurse, nahm Privatunterricht und stellte ihre photo(sur)realistischen Bilder u. a. in München, Köln, Baden-Baden, Bad Homburg, Hannover und Stuttgart aus.

### Soziales Engagement
In einer Werbeanzeige gegen das Tragen von Tierpelzen engagierte sich Johns im Jahr 2014 für die Organisation PETA Deutschland e. V. in der Abteilung PETA50Plus. Mit einer Tierpatenschaft unterstützt sie das Gut Aiderbichl in Iffeldorf. Sie ist langjähriges Mitglied im Paul Klinger Künstlersozialwerk e.V., der sich für Künstlerinnen und Künstler aller Gewerke einsetzt.

## Diskografie
In ihrer gesamten Karriere wurde – weder in Schweden noch im Ausland – je eine Langspielplatte mit Bibi Johns produziert. Lediglich Best-of-Alben sind in Schweden und Deutschland erschienen. Im Jahr 2013 erschien das Album Kristallen den fina – Swedish Folksongs – Schwedische Volkslieder, das Archivaufnahmen aus dem Jahr 1972 enthält.

### Alben
- 1999: Vielleicht ein Leben lang (Bear Family Records, BCD 16316)
- 2013: Kristallen den fina – Swedish Folksongs – Schwedische Volkslieder (Bella Musica, BM314769)

### Werkausgaben
- 1992: Bella Bimba – Aufnahmen von 1952 bis 1955 (Bear Family Records, BCD 15649)
- 1992: Zwei Herzen im Mai – Aufnahmen von 1955 bis 1957 (Bear Family Records, BCD 15697)
- 1994: Aber nachts in der Bar – Aufnahmen von 1957 und 1958 (Bear Family Records, BCD 15819)
- 1999: Wie sich Mühlen dreh’n im Wind – Aufnahmen von 1960 bis 1970 (Bear Family Records, BCD 16213)

### Deutschsprachige Erfolgstitel
- 1953: Bella Bimba (mit den Starlets, Comedien-Quartett, Adalbert Luczkowski)
- 1953: Little Rock / Bye Bye Baby (mit Angèle Durand)
- 1955: Die Gipsy-Band / Papa tanzt Mambo (mit den Penny Pipers)
- 1955: Wo, Wo, Wo Liegt Dixieland / Der Besenbinderball (mit dem Hansen-Quartett)
- 1955: Ich möcht auf deiner Hochzeit tanzen (mit Paul Kuhn)
- 1955: Zwei Herzen im Mai
- 1956: Im Hafen unserer Träume (mit Fred Bertelmann)
- 1956: Billy’s Banjo Band / Din Skol, Min Skol (mit dem Hansen-Quartett)
- 1957: Oh, Mr. Dixieland / Crazy Dog (mit dem Hansen-Quartett)
- 1957: Aber Nachts in der Bar
- 1957: Mal Regen und mal Sonnenschein
- 1957: Das Schiff geht in See heute Nacht (mit Gunnar Winckler)
- 1960: Zwei Verliebte in Paris
- 1961: Das kann gefährlich sein (Bum-budi-bum) (mit John Ward)
- 1961: Junggesellen musst du Fallen stellen
- 1964: Gilli-Gilli-Oxenpfeffer
- 1969: Wie sich Mühlen dreh’n im Wind

## Filmografie

### Kino
- 1953: Flicka med Melodi
- 1954: An jedem Finger zehn
- 1955: Wie werde ich Filmstar?
- 1955: Ball im Savoy
- 1956: Tausend Melodien
- 1956: Musikparade
- 1956: Die Rosel vom Schwarzwald
- 1956: Ich und meine Schwiegersöhne
- 1957: Die Unschuld vom Lande
- 1957: Liebe, Jazz und Übermut
- 1957: Sag es mit Musik (Quiéreme con musica)
- 1957: Unter Palmen am blauen Meer
- 1957: Wenn Frauen schwindeln
- 1958: Wehe, wenn sie losgelassen
- 1958: Kleine Leute mal ganz groß
- 1959: La Paloma
- 1961: Heute gehn wir bummeln
- 1961: Adieu, Lebewohl, Goodbye

### Fernsehen

#### Eigene Sendungen (Auswahl)
- 1964+1965: Kennen Sie Miss Johns? (eigene Personality-Show)
- 1965: Hallo – Mr. Moss (weibliche Hauptrolle im Musical, für das Fernsehen inszeniert)
- 1966: Continental Showcase (europäische Showreihe für das US-Fernsehen, mehrere Folgen)
- 1970+1971: The Rolf Harris Show (Co-Produktion von BBC und ZDF)
- 1983: Melodifestivalen 1983 (schwedischer Vorentscheid zum Eurovision Song Contest, Moderation)

#### Gastauftritte (Auswahl)
- 1956: Grand Prix Eurovision 1956 – Schlager & Chansons
- 1962: Hotel Victoria
- 1962+1964: Musik aus Studio B
- 1971: Glückspilze
- 1975–1984: Zum Blauen Bock (mehrere Folgen)
- 1975–1978: 8 × 1 in Noten (mehrere Folgen als Sängerin und Texterin)
- 1983–1987: Einer wird gewinnen (mehrere Folgen)
- 2003: Zimmer frei!
- 2021: Kandidatin bei Wer weiß denn sowas?